# Matteo Cremolini

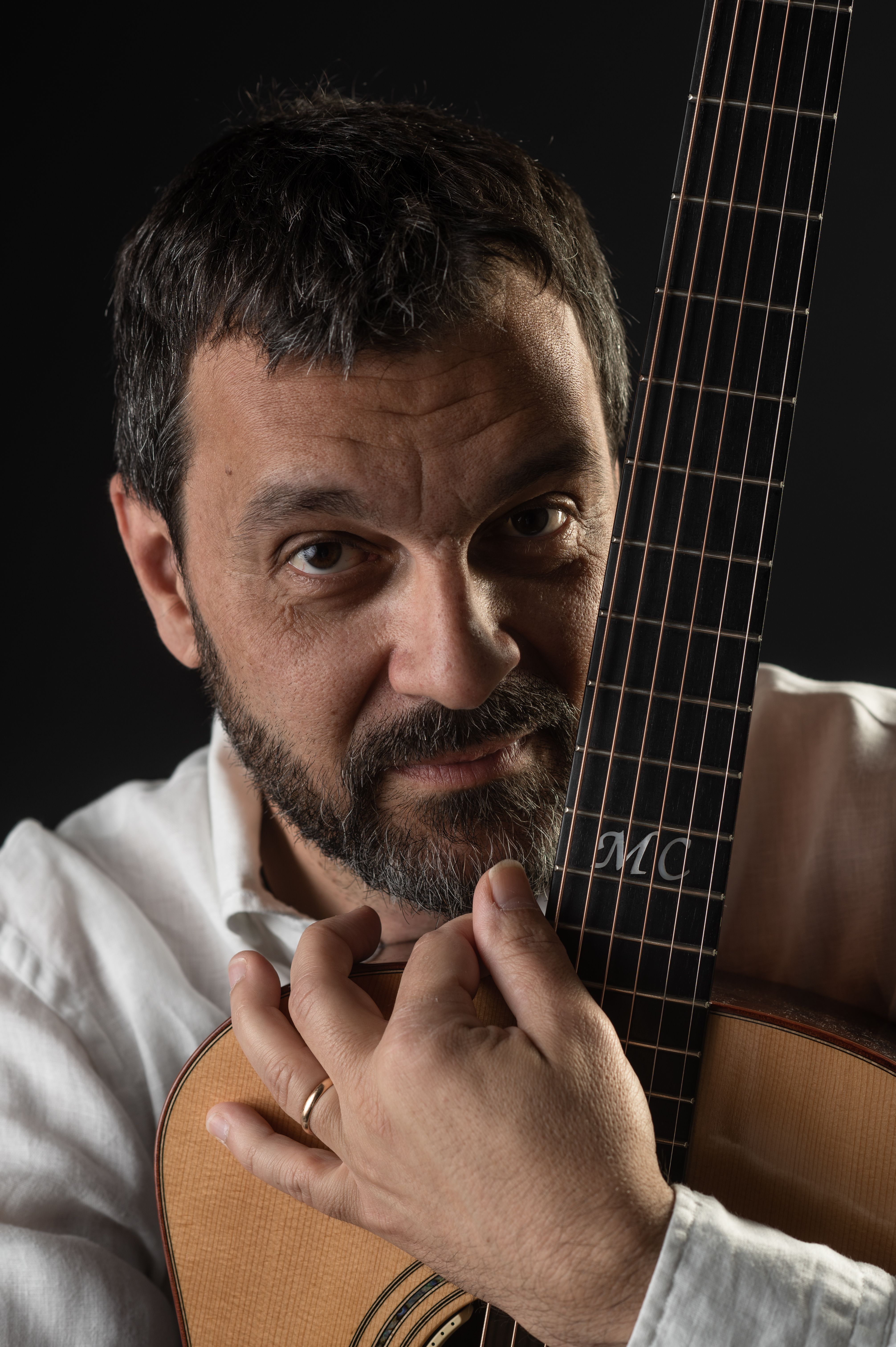
Matteo Cremolini

Matteo Cremolini (La Spezia, 9 agosto 1971) è un compositore e chitarrista italiano.

## Biografia
Diplomato con il massimo dei voti e la lode al Conservatorio "G. Puccini" della Spezia, è stato membro del Trio Ricercare (con Marco Piccinini, Davide D'Ambrosio) con il quale ha contribuito allo sviluppo delle formazioni poli-chitarristiche e al loro repertorio.
Ha eseguito in prima esecuzione opere di Angelo Gilardino, Angelo Bellisario, Tomas Marco, Marco Betta e Mauro Castellano, Luis Bacalov, Maurizio Fabrizio.

## Musica applicata e musica da camera
Negli anni '90 ha preso parte a diverse tournée con il Trio Ricercare suonando nei principali teatri Europei.
Nel triennio 2005-2008 ha collaborato in qualità di compositore ed esecutore al ciclo teatrale "Storie Parallele" con Catherine Spaak.
Nel 2008 è autore e interprete delle musiche di "I Have a dream" di Gabriele Guidi ed ha composto le musiche per "Vivien Leigh - L'ultima conferenza stampa" di Marcy Lafferty. 
Nel 2009 ha scritto e interpretato le musiche per lo spettacolo "Ascolta il canto del vento" di Ennio Speranza e Gabriele Guidi. Nello stesso anno ha interpretato le musiche di Luis Bacalov e Maurizio Fabrizio per "Il Piccolo Principe" di A. De Saint Exupery.
Nel 2010 scrive le musiche per lo spettacolo "Chi ha paura muore ogni giorno (I miei anni con Falcone e Borsellino)" di e con Giuseppe Ayala.
Nel 2012 scrive le musiche per "Nel nome di chi" con A.Liskova su un testo di Ennio Speranza per la regia di Gabriele Guidi.
Nel 2016 scrive le musiche per Maurizio Panici nella messa in scena di "Colette, una donna straordinaria" con Catherine Spaak, Alessio Di Clemente
È autore di colonne sonore con particolare attenzione a film documentari, naturalistici, storici e sociali, che sono programmati nei circuiti televisivi internazionali.
Collabora attivamente con le società di produzione DocumentAria, SD Cinematografica, D4, White Fox, Terra Incognita, Il Piviere e  scrive musiche per alcuni registi di film documentari italiani tra cui Valter Torri, Fabio Toncelli, Claudia Pampinella, Daniele Cini, Eugenio Manghi, Eloise Barbieri, Paolo Sodi

## Teatro
- Storie parallele - Edit Piaf, regia Catherine Spaak
- Storie parallele - Jean Cocteau, regia Catherine Spaak
- Storie parallele - Coco Chanel, regia Catherine Spaak
- Colette, una donna straordinaria, regia Maurizio Panici
- I Have a dream, regia Massimo Natale
- Vivien Leigh - L'ultima conferenza stampa, regia Gabriele Guidi, Catherine Spaak
- Ascolta il canto del vento, regia Massimo Natale
- Chi ha paura muore ogni giorno (I miei anni con Falcone e Borsellino), regia Massimo Natale, Gabriele Guidi
- Nel nome di chi: I miei anni con Falcone e Borsellino, regia Massimo Natale
- Una lacrima sul Griso - Gino Patroni, regia Beppe Mecconi, Matteo Cremolini

## Discografia
- Trio Ricercare, TGE
- Teeki - Colours In My Eyes (1998) - Danceworks
- Ten Days, Music for chilled emotions, Alla Vigna Edizioni
- Source - Framed Profile (Music For Our Friends: Select 2009)
- Suoni Velati (Kronosrecords 2022)
- My best of GEO (Kronosrecords 2024)

## Premi e concorsi
- Concorso Internazionale Città di Stresa, primo premio assoluto Trio Ricercare
- Concours de Musique de Chambre d'Illzach, primo premio Ville d'Illzach, Trio Ricercare
- Concorso nazionale Gioventù Musicale D'Italia, primo premio Trio Ricercare
- Selezione Associazione Romana Amici della Musica - A.R.A.M. per giovani musicisti, primo premio Trio Ricercare